# Țara Bârsei

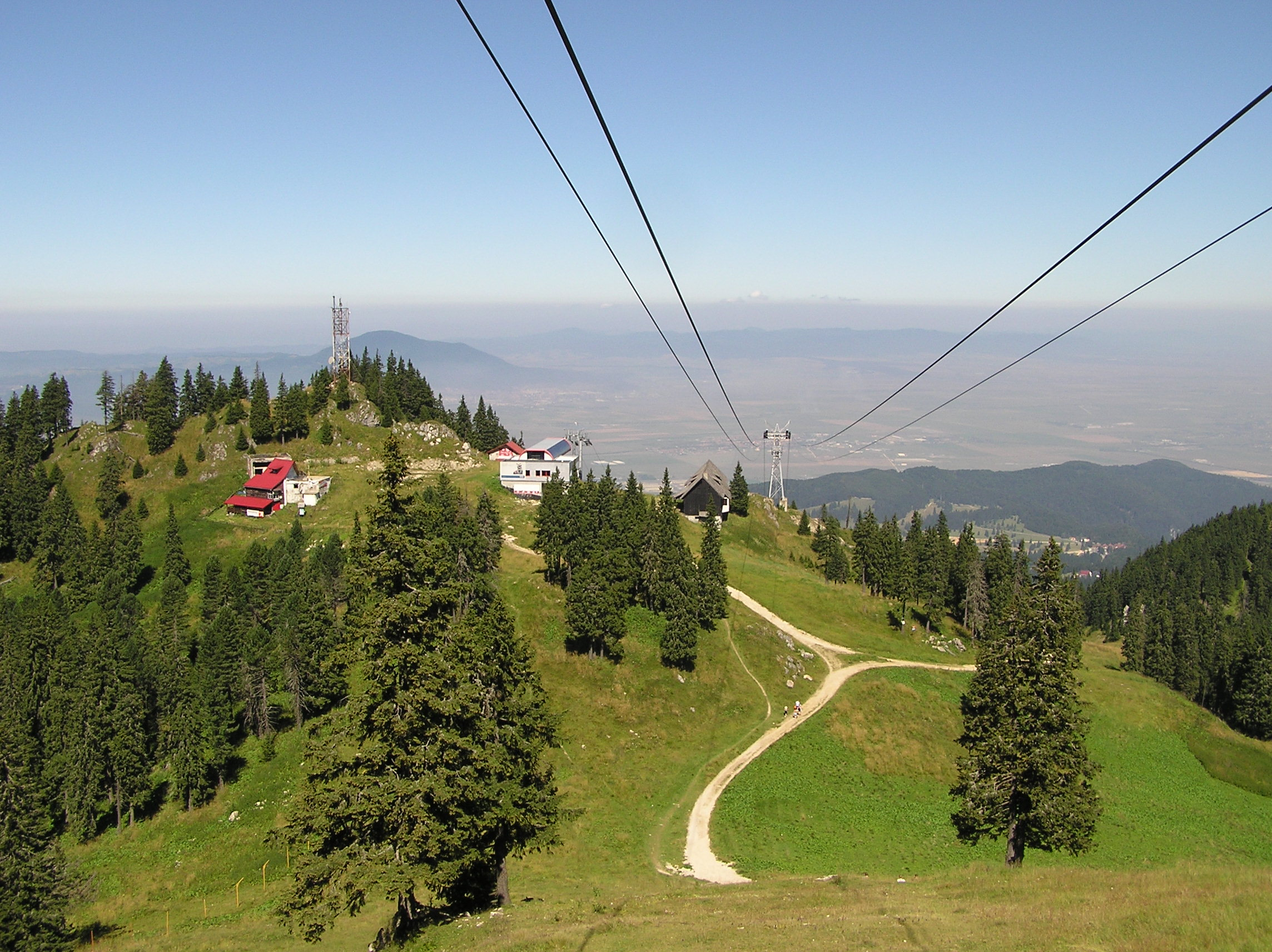
Vedere de pe Masivul Postăvarul asupra unei părți a Țării Bârsei

Țara Bârsei (în germană Burzenland, maghiară Barcaság, latină Terra Borza), denumită și Depresiunea Curburii Carpatice sau Depresiunea Brașovului, este o regiune istorică și etnografică din sud-estul Transilvaniei, având Brașovul cea mai importantă localitate. 

## Nume

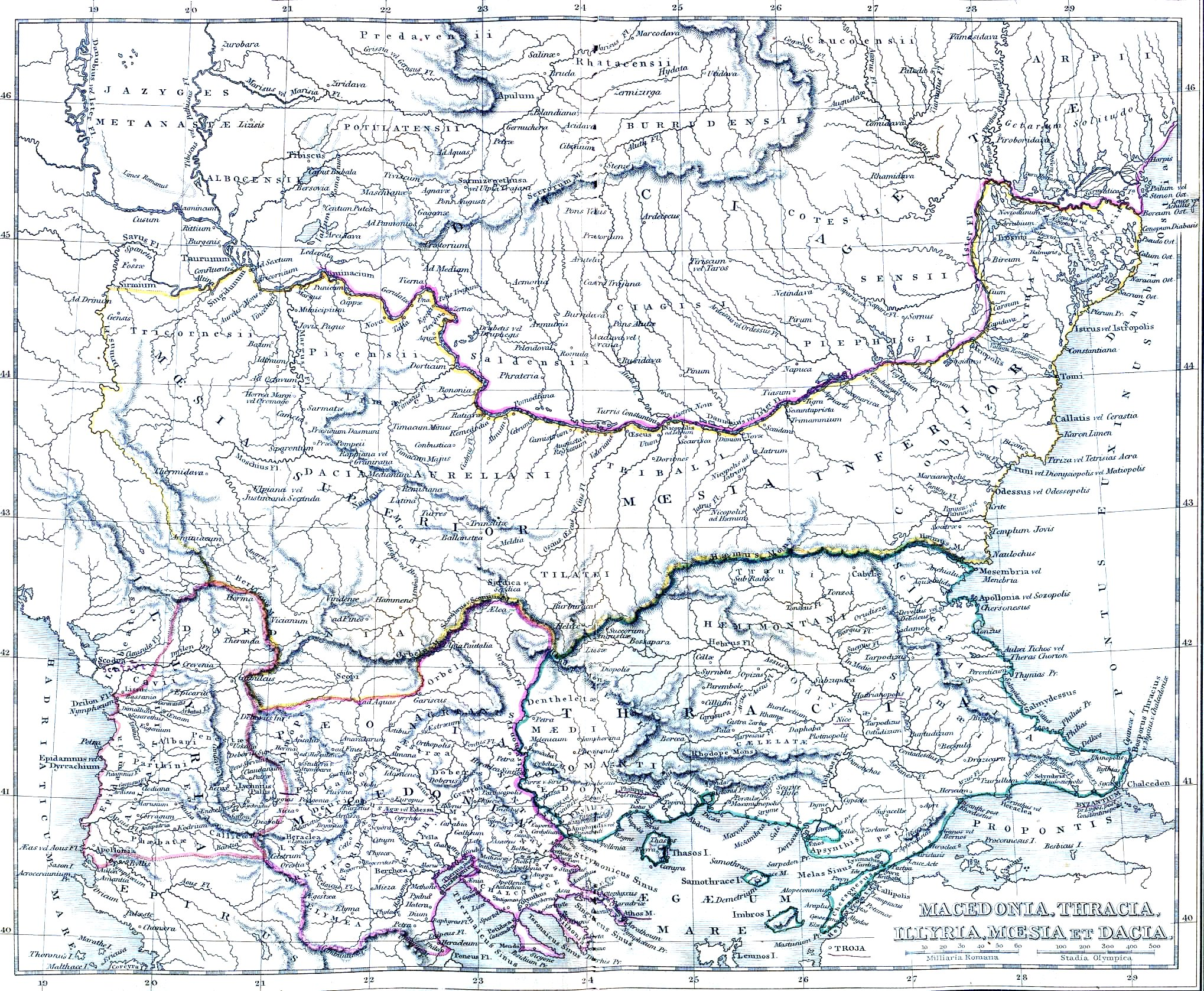
Hartă din 1849 arătând numele triburilor dace din antichitate: Burridensii locuiau teritoriul numit ulterior „Țara Bârsei” dar nu se știe dacă există o legătură între aceste două denumiri.

Denumirea provine de la râul Bârsa/Bârsa Mare (în germană Burzen), care se varsă în râul Olt. Bârsa Mare, formată de confluența a două brațe Bârsa Groșetului și Bârsa Tămașului, are printre afluenți și Bârsa Fierului și Bârsa lui Bucur.
Numele râului provine din cuvântul slavic "brza" care înseamnă "rapid".

## Geografie
Geografic, Țara Bârsei este o depresiune dispusă în interiorul arcului Carpatic, delimitată de localitățile Apața la nord, Bran la sud, Vlădeni la vest și Prejmer spre est. Aceasta este străbătută de numeroase râuri și pâraie repezi de munte, fiind delimitată pe o bună porțiune de râul Olt.

## Istorie
Locuită încă din vechi timpuri, în 1211 regiunea a fost donată Cavalerilor Teutoni de către Regele Andrei al II-lea al Ungariei pentru păzirea graniței de sud-est a Regatului Ungariei, împotriva cumanilor. Cavalerii teutoni au avut ca scop și convertirea românilor la catolicism. Teutonii au ridicat numeroase castele în zonă și au adus coloniști din Sfântul Imperiu Roman pentru a popula teritoriul. În 1224 cavalerii au încercat să iasă din alianța cu maghiarii și să se subordoneze Scaunului Papal, iar ca urmare regele Andrei a evacuat ordinul în 1225. În primul secol după întemeierea lor, așezările săsești ale Țării Bârsei au trebuit să suporte șase invazii ale tătarilor (1241-1242, 1278, 1284-1285, 1335, 1344, 1345). Deși teutonii au părăsit zona și s-au îndreptat spre Prusia, coloniștii germani au rămas aici până în secolul XX, întemeind unul dintre cele mai puternice districte - atât din punct de vedere militar, cât și economic. Odată cu Marea Unire de la 1918, Țara Bârsei a intrat în componența României.

### Stemă

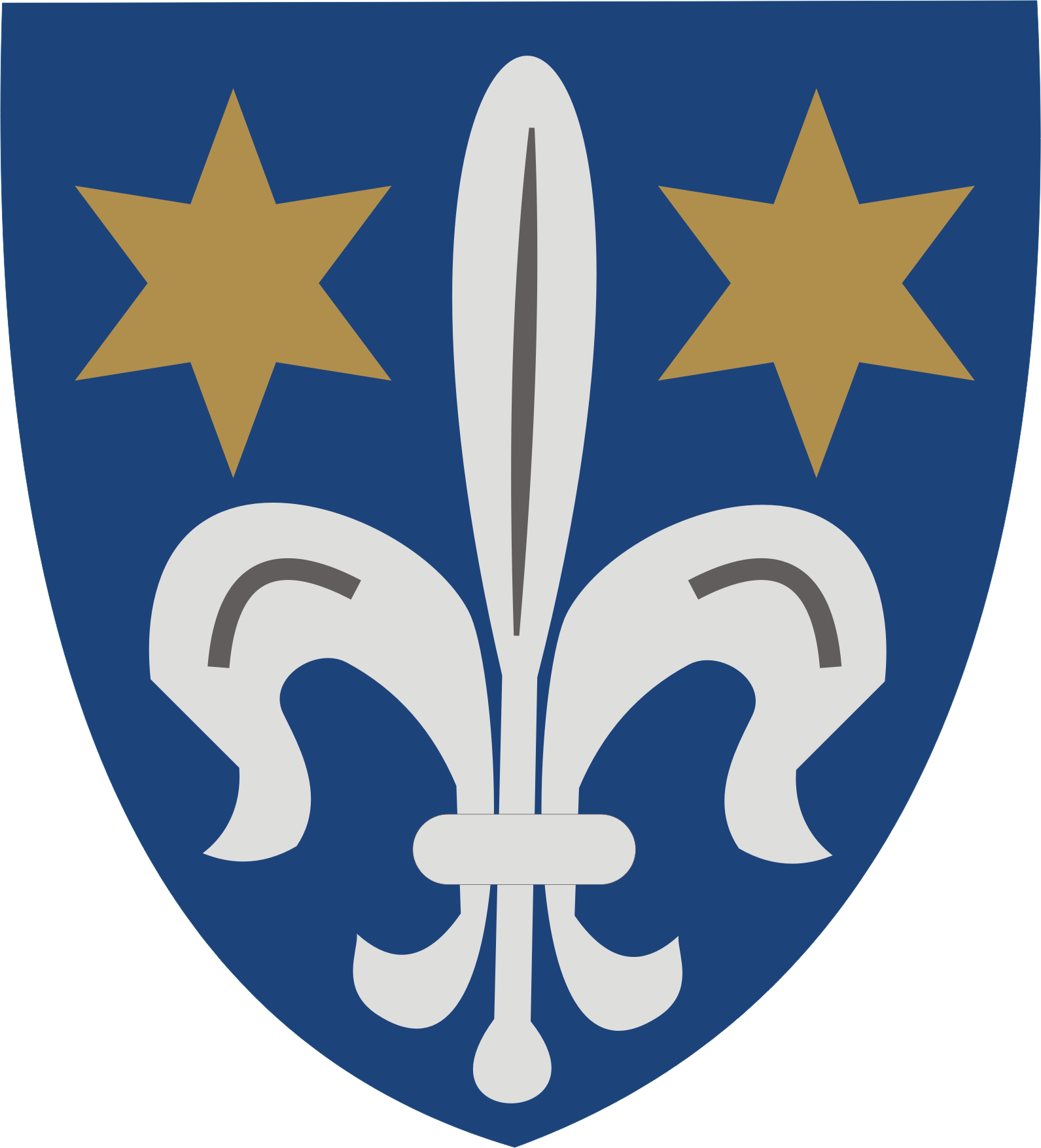
Stema veche a Țării Bârsei

Stema Țării Bârsei înfățișează un scut de culoare albastră sau neagră este un crin argintiu însoțit de două stele (argintii sau aurii). Câteodată, deasupra scutului mai este reprezentată și o coroană trilobară.

## Localități
Denumirile sunt în română, germană și maghiară.
 Bod (Brenndorf, Botfalva)
 Bran (Törzburg, Törcsvár)
 Brașov (Kronstadt, Brassó)
 Codlea (Zeiden, Feketehalom)
 Cristian (Neustadt, Keresztényfalva)
Dumbrăvița
 Feldioara (Marienburg, Földvár)
 Ghimbav (Weidenbach, Vidombák)
 Hălchiu (Heldsdorf, Höltövény)
 Hărman (Honigberg, Szászhermány)
 Măieruș (Nußbach, Szászmagyarós)
 Prejmer (Tartlau, Prázsmar)
 Râșnov (Rosenau, Barcarozsnyó)
 Rotbav (Rotbach, Szászveresmart)
 Sânpetru (Petersberg, Barcaszentpéter)
 Șercaia (Schirkanyen, Schirkengen, Scharken)
 Vulcan (Wolkendorf,  Szászvolkány)
Zărnești (Zernescht,  Zernest)

## Galerie

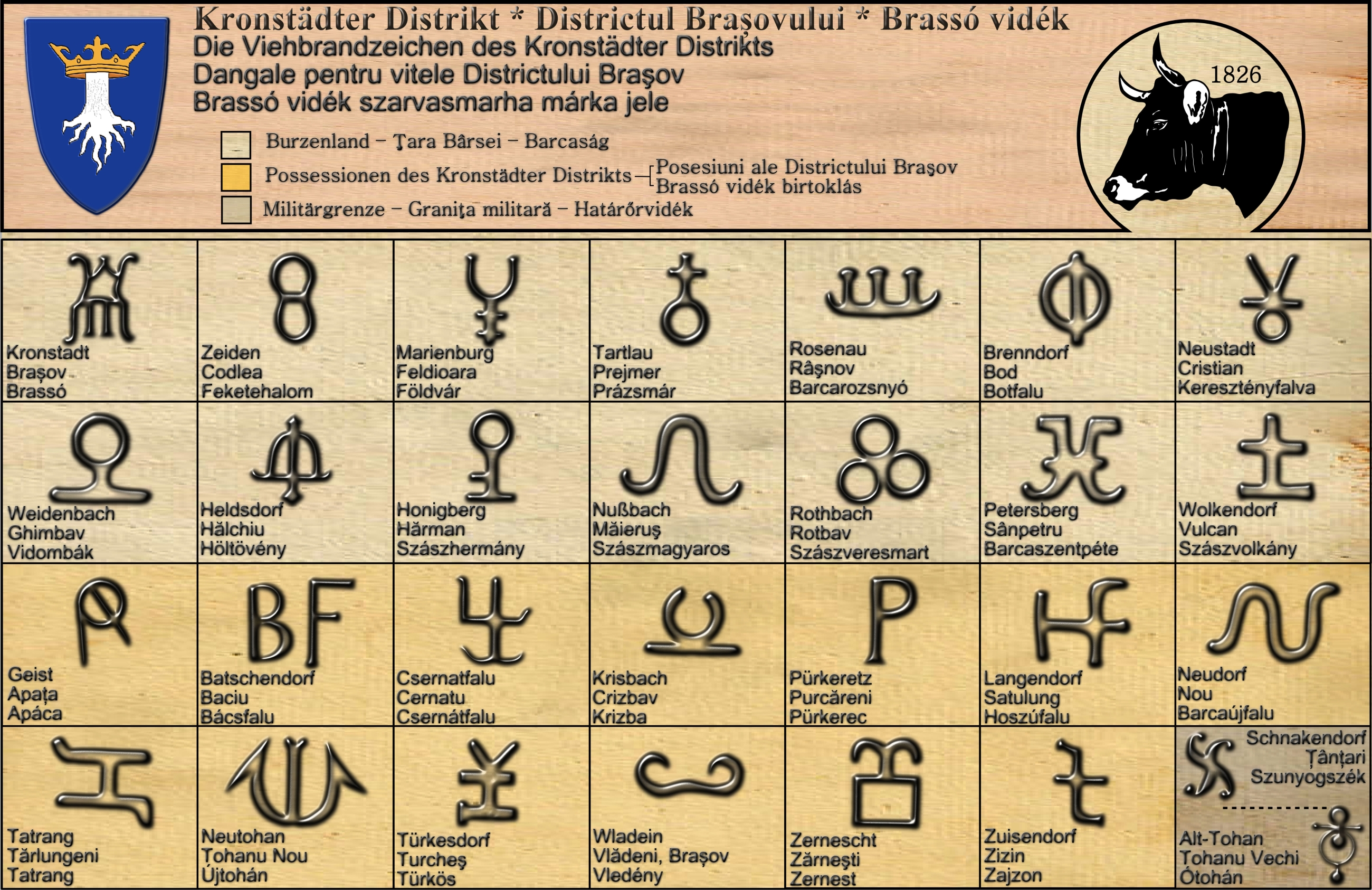
1826 - Dangale pentru vitele din Țara Bârsei și din Districtul Brașov
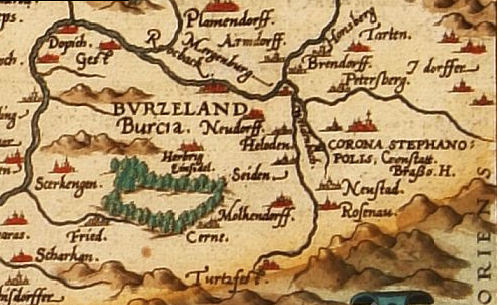
Hartă a lui A. Ortelius (1598)
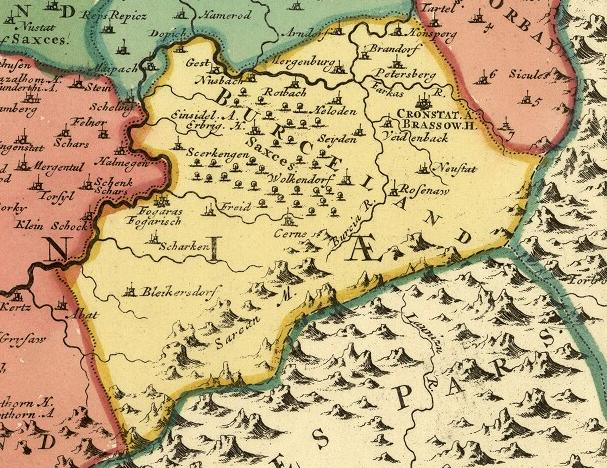
Țara Bârsei pe o hartă de Reinier Ottens din prima jumătate a secolului al XVIII-lea
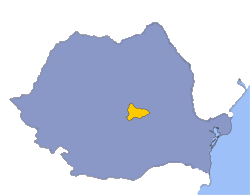
Localizarea Țării Bârsei în România
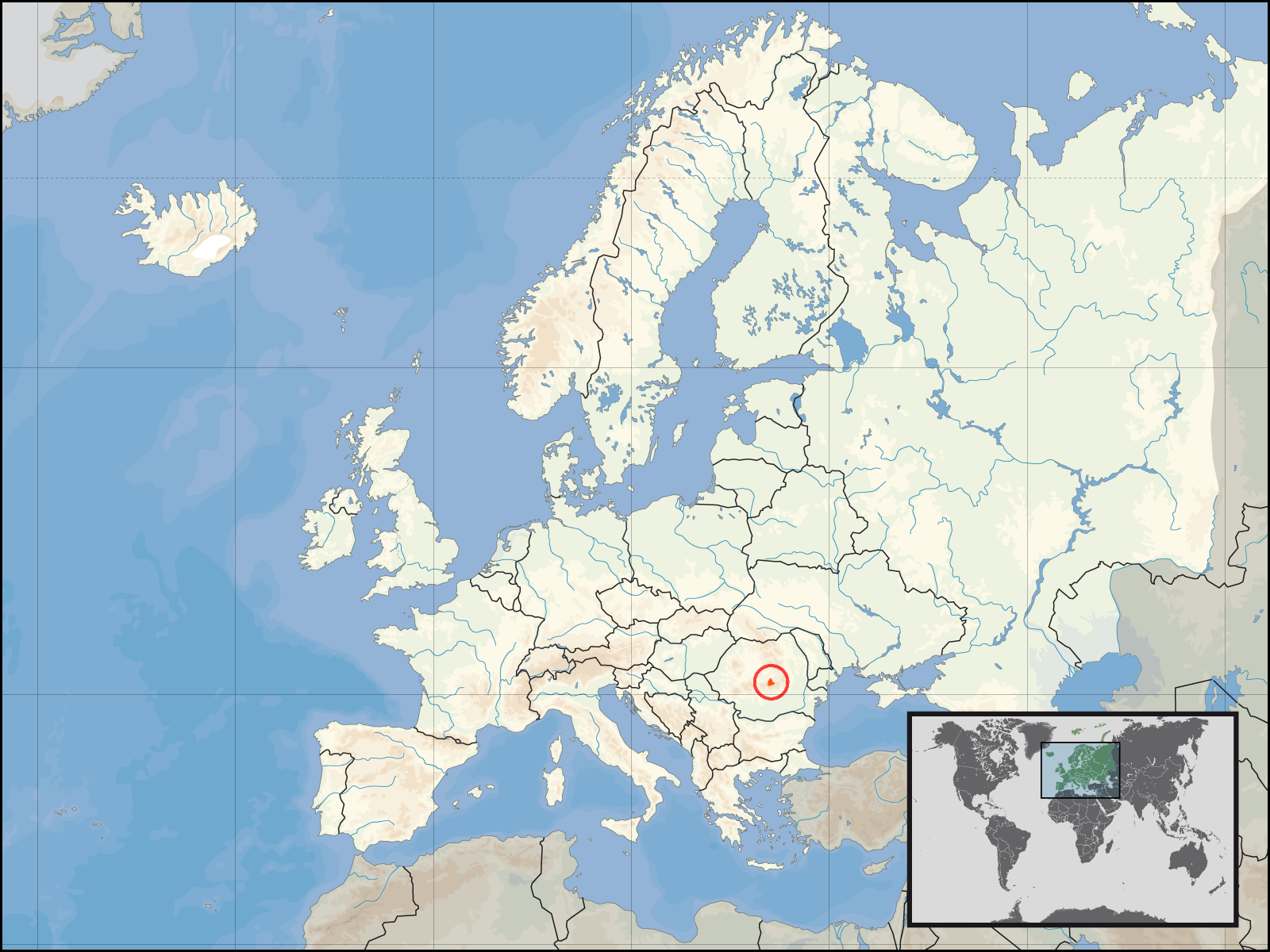
Localizarea Țării Bârsei în Europa
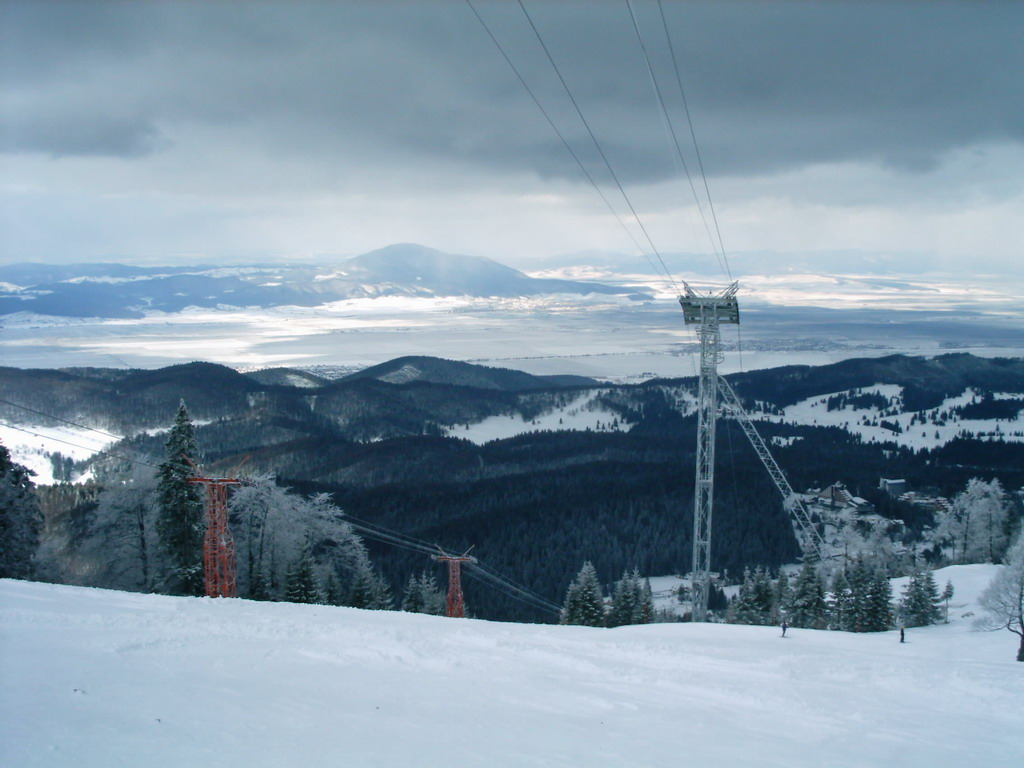
Vedere asupra Țării Bârsei din vârful Postăvarul. Ghimbav este în dreapta, iar Codlea se vede în depărtare Munții Măgura Codlei.